# Ctenogobiops tangaroai
Ctenogobiops tangaroai är en fiskart som beskrevs av Roger Lubbock och Nicholas Vladimir Polunin, 1977. Ctenogobiops tangaroai ingår i släktet Ctenogobiops och familjen smörbultsfiskar. Inga underarter finns listade i Catalogue of Life.